# Charlie Cole (fotografo)
Charlie Cole (Bonham, 1955 – Bali, 13 settembre 2019) è stato un fotografo statunitense, vincitore del World Press Photo of the Year 1989.
La fotografia vincitrice ritraeva un manifestante, successivamente chiamato Tank Man che ferma un gruppo di carri armati durante le proteste di Piazza Tiananmen a Pechino.